# Circeo
Circeo var en romersk koloni som grundades på östra delen av halvön Monte Circeo förmodligen kring år 390 f.Kr., och då fanns det sannolikt redan volsker som bodde på platsen. Vid slutet av den romerska republiken flyttade staden till halvöns västra del, där det också idag finns spår av en romersk stad. På den ursprungliga delen, som nu kom att kallas promonturium Veneris, fanns några stora villor.  
Staden blev municipium först efter Bundsförvantskriget 91 - 88 f.Kr. och var en liten ort av föga betydelse, bortsett från som sommarnöje. Cicero jämförde Circeo med Antium på grund av dess villor. Såväl Tiberius som Domitianus hade hus här.